# Kalimade
Kalimade is een bestuurslaag in het regentschap Pekalongan van de provincie Midden-Java, Indonesië. Kalimade telt 1928 inwoners (volkstelling 2010).